# Hydraulisk frakturering
Hydraulisk frakturering (også kaldet fracking) er en metode til at skabe revner og sprækker (frakturer) ud fra en boring i undergrunden ved at pumpe en væske blandet med sand eller andre hårde korn og visse kemikalier ned i boringen under meget højt tryk. Metoden benyttes bl.a. ved indvinding af olie og naturgas, herunder til indvinding af naturgas fra Nordsøen samt fra lag af lerskifer - skifergas. Ved at udføre hydraulisk frakturering i en boring bliver det muligt at indvinde væsentlig større mængder olie eller gas end uden fraktureringen. En ulempe ved hydraulisk frakturering er, at et utilsigtet udslip af de store mængder væske, som benyttes, i uheldige tilfælde kan forurene grundvandsmagasiner i nærheden af boringen. I Danmark vurderes risikoen for denne type forurening ifølge den grønne tænketank Concito dog at være begrænset, da afstanden mellem eventuelle fraktureringer og grundvandet vil være mindst 2,5 kilometer . Men selvom boringen går flere kilometer ned i undergrunden, passerer det kemikaliefyldte vand grundvandszonen både på vej ned og på vej op. I USA skønnes det at 15-25% af alle boringerne er utætte. Visse steder i USA er metangasforureningen så alvorlig, at postevandet i hanerne kan antændes med en lighter.

## Skifergas i Danmark
Der udvindes pt. ikke skifergas i Danmark.
Det internationale olieselskab Total E&P fik i 2010 i samarbejde med Nordsøfonden tildelt to licenser til efterforskning efter olie og gas på land i Danmark. Efterforskningen forventes at løbe frem til 2016, og de første prøveboringer forventes igangsat i Nordjylland i 2013. Ud over tilladelsen til at prøvebore i Nordjylland har Total og Nordsøfonden ligeledes indhentet en tilladelse til at bore i Nordsjælland. Her mangler man dog stadig at indsamle flere data, før prøveboringerne kan gå i gang.
Efter endt efterforskning kan Total og Nordsøfonden vælge at sende en ansøgning til Energistyrelsen om produktionstilladelse til udvinding af skifergas. I følge gas-samarbejdets egen hjemmeside vil produktionen i så fald starte omkring 2020.
Da de to eksisterende tilladelser blev givet tilbage i 2010, skete det uden nogen form for politisk debat i Folketinget. Først i marts 2012 tog den nuværende klima- og energiminister, Martin Lidegaard, initiativ til den første tekniske høring omkring skifergas i Folketingets energiudvalg. Der gik således to år, før de politikere, der havde givet tilladelserne til prøveboringerne, sat sig ind i de mulige konsekvenser for miljø og natur.
Den tekniske høring gav efterfølgende anledning til en mængde opfølgende spørgsmål omkring de miljømæssige konsekvenser og indikerede, at tilladelserne på ingen måde var givet på et oplyst grundlag. 
Den manglende viden om de miljømæssige konsekvenser førte efterfølgende til, at klima- og energiministeren i juni indførte et midlertidigt stop for uddelingen af nye tilladelser til prøveboringer. Et forbud, der strækker sig frem til 2014. Den midlertidige pause skal bruges til at undersøge størrelsesordenen af de miljømæssige konsekvenser. Stoppet får dog ingen betydning for de allerede uddelte licenser.
I en orientering til Folketingets energiudvalg meddelte ministeren: ”Miljøspørgsmålene og en udbredt skepsis i bl.a. USA og Europa har imidlertid givet anledning til skepsis i Danmark også. Set i lyset af dette indfører jeg en midlertidig pause for nye tilladelser til efterforskning efter skifergas på land.”